# كريزتيان ناغي (لاعب كرة قدم)
كريزتيان ناغي (بالمجرية: Nagy Krisztián)‏ هو لاعب كرة قدم مجري، ولد في 20 يونيو 1992 في Siklós ‏ في المجر. لعب مع نادي بودابست هونفيد.